# Bohdan Hawrylyshyn
Bohdan Hawrylyshyn (en ukrainien : Богда́н Дми́трович Гаврили́шин, né le 19 octobre 1926 à Koropets (Deuxième République polonaise, actuellement en Ukraine) et mort le 24 octobre 2016 à Kiev (Ukraine)[réf. nécessaire]) est un économiste ukrainien, canadien et suisse, activiste, mécène, membre du Club de Rome, président de la Fondation Bogdan Hawrylyshyn.

## Biographie

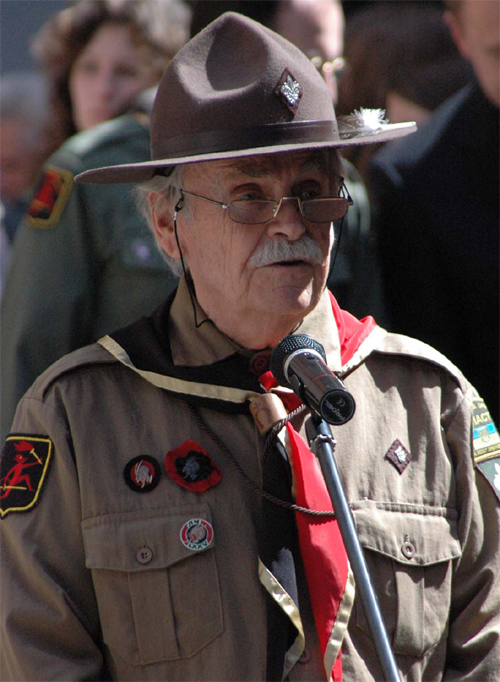
Célébration du du Plast (l'organisation scoute ukrainienne) le 15 avril 2007 à Lviv.

Bogdan Hawrylyshyn est né le 19 octobre 1926 dans le village de Koropets (situé actuellement dans la région de Ternopil, Ukraine). Le père de Bogdan était un voisin de Mark Kaganets.
En 1944, pendant la Seconde Guerre mondiale, Bogdan Hawrylyshyn est déporté en Allemagne pour le Service du travail Obligatoire par les nazis alors qu'il n'a que 18 ans. Après sa libération en 1945, il se retrouve pendant deux ans dans un camp pour personnes déplacées, puis émigre en 1947 au Canada, où il travaille d'abord comme bûcheron. Pendant ce temps Hawrylyshyn organise des cours du soir pour les Ukrainiens afin de leur enseigner l’anglais. Il devient très actif syndicalement et y consacre une partie de son temps.
En 1952, Hawrylyshyn obtient le diplôme du baccalauréat. En 1954, il achève un master d’ingénieur-mécanicien à l'Université de Toronto. Lors des années 1954-1960, il occupe divers postes liés aux domaines de la recherche, de l'ingénierie et du management.
Depuis 1960, Bogdan Hawrylyshyn habite en Suisse. En 1976, il devient docteur (PhD) en économie de l'université de Genève.
Bogdan Hawrylyshyn travaille près de trente ans à l’Institut International de Management (International Management Institute – IMI) de Genève. Il y occupe les postes de directeur de l'apprentissage (1960-1968), directeur de l'Institut (1968-1986) et devient Professeur Honoraire  (1986-1989 gg.). Il a enseigné le développement économique, le management des opérations internationales, l'environnement commercial mondial, la gouvernance. En 1996-1997, il est nommé directeur de l'Académie Internationale de l'Environnement de Genève.
À partir de 1988, il travaille sur une base volontaire en Ukraine. Bogdan Hawrylysyn devient  conseiller de personnalités éminentes: Présidents de la Rada,  premiers ministres et même Présidents de l’Ukraine. En 1990, Hawrylyshyn fonde l'Institut International de Management en Ukraine (MIM (Kiev)).
Bogdan Hawrylyshyn présidait le nombre des séminaires, conférences, faisait les cours pour les groupes d'experts aux conférences internationales dans plus de 70 pays. Bogdan Hawrylyshyn continue de faire part de ses idées et opinions, surtout à la jeunesse.
Il est aussi un membre de l’organisation scoute nationale d'Ukraine Plast auquel il adhéra dès 1940. Lors des années 2006-2008, Hawrylyshyn a occupé la poste de Président du Conseil National de Plast.
En 1992, il a été désigné comme « homme de science et de technique émérite » d'Ukraine (ordre national).
En 2010, il a créé la Fondation Bogdan Hawrylyshyn dont la mission est de former une masse critique de jeunes Ukrainiens qui vont reformer et transformer le pays.
Il est l'un des membres du groupe d'initiative « Le premier décembre ».
Devenu citoyen du Canada, marié à Leni Hawrylyshyn, Bohdan Hawrylyshyn a deux filles, Tina (Christine Hawrylyshyn-Batruch) et Tusya (Patricia Hawrylyshyn-Shmorhun) et un fils (Leslie Hawrylyshyn).

## Activités de bienfaisance
En 2010, Hawrylyshyn a fondé la Fondation Bohdan Hawrylyshyn, dont la mission principale est d'encourager les Ukrainiens et créer la génération des professionnels patriotiques qui ont les valeurs communes et qui sont proactifs dans la vie sociale et politique du pays. Dr. Hawrylyshyn croit que ces jeunes Ukrainiens vont former une masse critique de personnes capables de transformer l'Ukraine.
Le principal programme de la Fondation est le programme « Jeune génération va changer l'Ukraine ». Il est créé sous la forme d'étude-voyage international. Selon ce programme, les groupes sélectionnés de jeunes gens choisissent l'un des six pays européens, à savoir l'Autriche, l'Allemagne, la Norvège, la Suède, la Suisse ou la Pologne pour faire un voyage d'étude et examiner leurs systèmes économique, politique, écologique et sociale. Ensuite ces jeunes gens peuvent utiliser ces connaissances dans leurs carrières politiques ou civiles pour la transformation de l'Ukraine. Les résultats des études seront présentées dans les médias et dans différents événements.
Des groupes examinent généralement les questions différentes, surtout le système parlementaire, la politique sociale du pays, la politique environnementale, les médias, le rôle que jouent les jeunes dans le gouvernement du pays et dans le secteur public.